# Buslijn 71 (Kortrijk)
Buslijn 71 is een streeklijn die Kortrijk via Harelbeke verbindt met Deerlijk en Waregem. De lijn vormt een belangrijke verbinding tussen de Kortrijkse binnenstad en de noordoostelijke gelegen stadswijken en randgemeenten. De lijn komt onder meer voorbij de Venningwijk, gaat vervolgens doorheen Stasegem en loopt uiteindelijk via Harelbeke door richting Waregem. De voorloper van deze buslijn was de elektrische tramlijn D.

## Traject buslijn 71
De buslijn heeft de volgende haltes:
- Station Kortrijk
- heenreis:
  - Spoorweglaan
  - Zwevegemsestraat
  - Groeningelaan
- terugreis:
  - Plein
  - Romeinselaan
- Gentsepoort
- De Venning
- Stasegem, Kerk
- Harelbeke, Collegelaan
- Harelbeke, Tientjesstraat
- Deerlijk, Gemeentehuis
- Waregem, Nieuwenhove
- Waregem, Station